# Rode vlagbaars
De rode vlagbaars of (Pseudanthias squamipinnis) is een straalvinnige vis behorend tot het geslacht Pseudanthias. 

## Leefomgeving en leefwijze
De vis komt voor in de Grote en Indische Oceaan, de Rode Zee, Perzische Golf en de Golf van Oman. Hij leeft in grote scholen rond en bij koraalriffen.

## Seksuele dimorfie
- De mannetjes zijn fuchsia gekleurd en zijn tot 15 cm lang
- De vrouwtjes zijn oranje/goud gekleurd met een violette streep onder het oog en zijn tot 7 cm lang